# Ненонен, Вильхо
Вильхо Петер (Вилхо Петтер, Вильхо Петрович) Ненонен (фин. Wilho Petter Nenonen; 6 марта 1883, Куопио — 17 февраля 1960, Хельсинки) — финский военный и государственный деятель, генерал. Военный министр Финляндии (1923—1924). Член правительства Финляндии.

## Биография

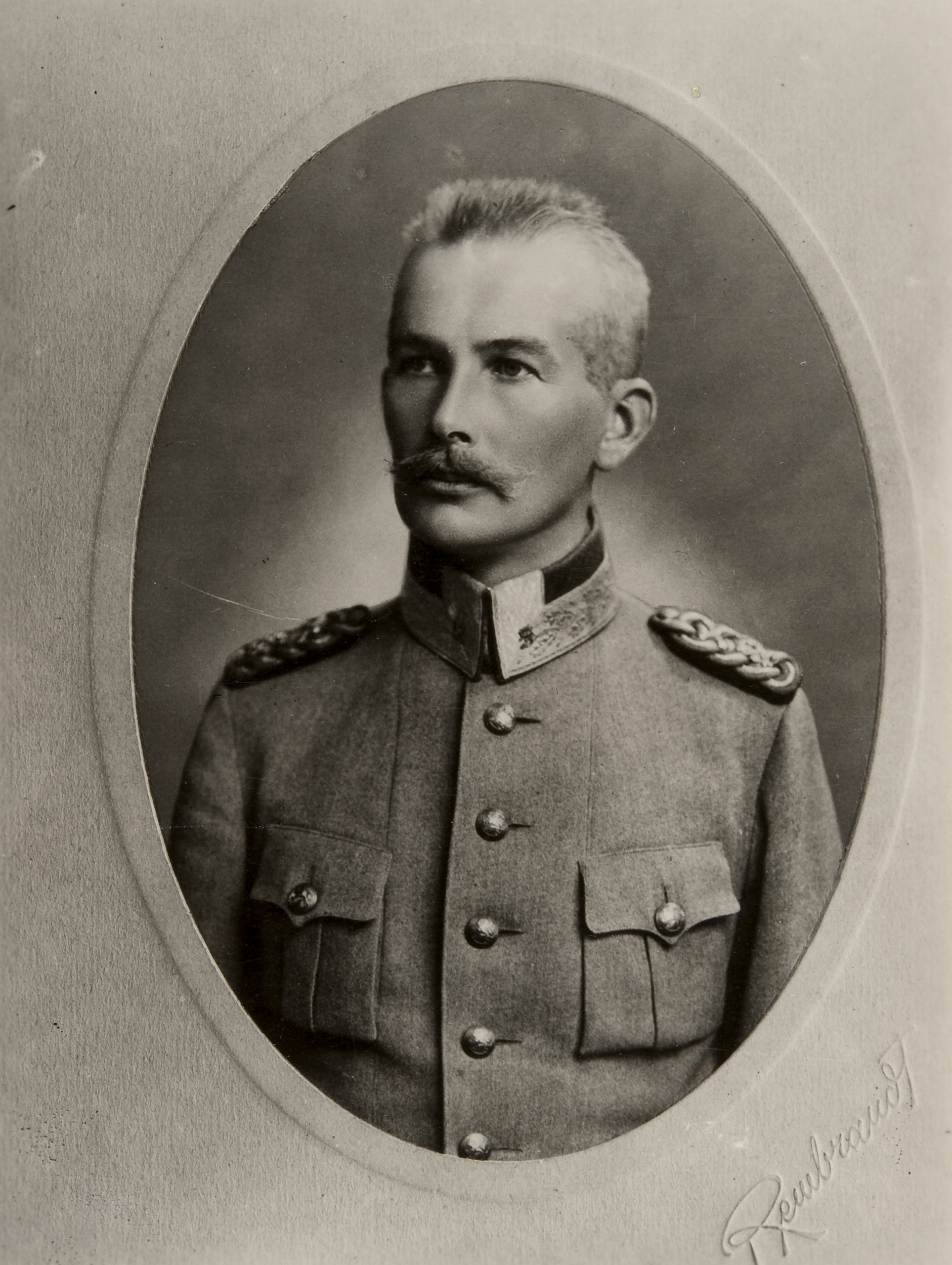

Из семьи ветеринара Пекка Ненонена. Окончил Финляндский кадетский корпус в Хамина, в 1901 стал офицером. В 1901—1903 продолжил учёбу в Михайловском артиллерийском училище. Проходил службу в рядах русской императорской армии.
Участник русско-японской войны, прибыл в Маньчжурию в августе 1905, перед заключением мира.
В 1909 окончил Михайловская артиллерийскую академию. На 1.01.1909 служил поручиком в 4-й Восточно-Сибирской стрелковой артиллерийской бригаде.
Участник Первой мировой войны. С 1914 по 1917 год командовал артиллерийским дивизионом в составе гарнизона Морской Крепости Императора Петра Великого на побережье Балтийского моря.
Подполковник (лето 1915). В марте 1917 был избит матросами в Ревеле и помещён в госпиталь. Участвовал в наступлении в районе Двинска.
После провозглашения независимости Финляндии переехал на родину.
Участник Гражданской войны в Финляндии в 1918 году. Полковник (1918). Занимался созданием артиллерии Белой армии Маннергейма.
Начальник штаба вооружений Финской армии. В 1920—1937 — инспектор артиллерии. Генерал-майор (1923).
После окончания войны, в 1923—1924 годах Ненонен занимал пост главы военного департамента (военного министра).
С 1930 — генерал-лейтенант. В 1937—1940 занимал пост председателя Совета вооружений Министерства обороны. Участник советско-финской войны (1939—1940)
Во время Второй мировой войны входил в состав Высшего военного совета при ставке главнокомандующего. В 1940 возглавлял финскую военную делегацию в США, которая занималась вопросами военных поставок.
Участник войны с СССР в 1941—1944 годах. В 1941—1947 — генерал-инспектор артиллерии. Генерал артиллерии (1941).
В 1950 получил звание почётного доктора Хельсинкского университета.
Ненонен разработал для финской армии тактику применения артиллерии, которая оказалась решающей в оборонительных сражениях и победе в битве при Тали-Ихантала (В финских и западных источниках трактуется как «оборонительная победа» Финляндии).
Автор многих теоретических трудов по артиллерии. Траекторные расчётные формулы, разработанные им до сих пор используются в современной артиллерии.

## Награды
- Орден Святого Станислава 2-й ст. (26.12.1914, пожалование утверждено ВП 27.04.1915).
- Крест Маннергейма (1945).